# Clasificación de Concacaf-Conmebol para la Copa Mundial de Fútbol Playa FIFA 2005
La Clasificación de Concacaf-Conmebol para la Copa Mundial de Fútbol Playa FIFA 2005 (2005 Americas Beach Soccer Tournament) fue el primer torneo clasificatorio para una Copa Mundial de Fútbol Playa de FIFA en el continente americano. Fue realizado en Río de Janeiro, Brasil. La selección local se proclamó campeona del evento, y los combinados de Uruguay, Estados Unidos y Argentina, lograron el pase a la Copa Mundial de ese mismo año. El torneo involucró a selecciones nacionales de las zonas de Concacaf y Conmebol.

## Calendario y resultados

### Primera fase

#### Grupo A
| Equipo         | Pts | PJ | PG | PG+ | PP | GF | GC | Dif |
| -------------- | --- | -- | -- | --- | -- | -- | -- | --- |
| Brasil         | 9   | 3  | 3  | 0   | 0  | 40 | 6  | 34  |
| Estados Unidos | 6   | 3  | 2  | 0   | 1  | 14 | 16 | -2  |
| Canadá         | 3   | 3  | 1  | 0   | 2  | 8  | 12 | -4  |
| México         | 0   | 3  | 0  | 0   | 3  | 6  | 34 | -28 |

| Fecha              | Ciudad         | Local          | Resultado | Visitante      |
| ------------------ | -------------- | -------------- | --------- | -------------- |
| 1 de marzo de 2005 | Río de Janeiro | México         | 1:4       | Canadá         |
| 1 de marzo de 2005 | Río de Janeiro | Brasil         | 11:2      | Estados Unidos |
| 2 de marzo de 2005 | Río de Janeiro | Estados Unidos | 7:2       | México         |
| 2 de marzo de 2005 | Río de Janeiro | Brasil         | 6:1       | Canadá         |
| 3 de marzo de 2005 | Río de Janeiro | Canadá         | 3:5       | Estados Unidos |
| 3 de marzo de 2005 | Río de Janeiro | Brasil         | 23:3      | México         |

#### Grupo B
| Equipo    | Pts | PJ | PG | PG+ | PP | GF | GC | Dif |
| --------- | --- | -- | -- | --- | -- | -- | -- | --- |
| Uruguay   | 9   | 3  | 3  | 0   | 0  | 15 | 5  | 8   |
| Argentina | 6   | 3  | 2  | 0   | 1  | 8  | 7  | 1   |
| Perú      | 3   | 3  | 1  | 0   | 2  | 13 | 14 | -1  |
| Venezuela | 0   | 3  | 0  | 0   | 3  | 5  | 15 | -10 |

| Fecha              | Ciudad         | Local     | Resultado | Visitante |
| ------------------ | -------------- | --------- | --------- | --------- |
| 1 de marzo de 2005 | Río de Janeiro | Argentina | 3:0       | Venezuela |
| 1 de marzo de 2005 | Río de Janeiro | Uruguay   | 7:2       | Perú      |
| 2 de marzo de 2005 | Río de Janeiro | Perú      | 3:4       | Argentina |
| 2 de marzo de 2005 | Río de Janeiro | Venezuela | 2:4       | Uruguay   |
| 3 de marzo de 2005 | Río de Janeiro | Perú      | 8:3       | Venezuela |
| 3 de marzo de 2005 | Río de Janeiro | Uruguay   | 4:1       | Argentina |

### Fase final
|  | Semifinales        | Semifinales        |   |                    | Final              | Final |  |
|  |                    |                    |   |                    |                    |       |  |
|  |                    |                    |   |                    |                    |       |  |
|  | 5 de marzo de 2005 |                    |   |                    |                    |       |  |
|  | Brasil             | 2                  |   |                    |                    |       |  |
|  | Argentina          | 0                  |   |                    |                    |       |  |
|  |                    |                    |   |                    |                    |       |  |
|  |                    |                    |   |                    | 6 de marzo de 2005 |       |  |
|  |                    |                    |   |                    | Brasil             | 5     |  |
|  |                    | Uruguay            | 2 |                    |                    |       |  |
|  |                    |                    |   |                    |                    |       |  |
|  |                    |                    |   |                    |                    |       |  |
|  |                    |                    |   |                    | Tercer puesto      |       |  |
|  | 5 de marzo de 2005 | 5 de marzo de 2005 |   | 6 de marzo de 2005 | 6 de marzo de 2005 |       |  |
|  | Uruguay            | 5                  |   | Argentina          | 1                  |       |  |
|  | Estados Unidos     | 1                  |   |                    | Estados Unidos     | 4     |  |

#### Semifinales
| Fecha              | Ciudad         | Local   | Resultado | Visitante      |
| ------------------ | -------------- | ------- | --------- | -------------- |
| 5 de marzo de 2005 | Río de Janeiro | Uruguay | 5:1       | Estados Unidos |
| 5 de marzo de 2005 | Río de Janeiro | Brasil  | 2:0       | Argentina      |

#### Tercer lugar
| Fecha              | Ciudad         | Local          | Resultado | Visitante |
| ------------------ | -------------- | -------------- | --------- | --------- |
| 6 de marzo de 2005 | Río de Janeiro | Estados Unidos | 4:1       | Argentina |

#### Final
| Fecha              | Ciudad         | Local  | Resultado | Visitante |
| ------------------ | -------------- | ------ | --------- | --------- |
| 6 de marzo de 2005 | Río de Janeiro | Brasil | 5:2       | Uruguay   |

| Bandera de Brasil |
| Campeón Brasil    |

## Equipos clasificados
| Bandera de Uruguay | Bandera de Estados Unidos | Bandera de Argentina |
| Uruguay            | Estados Unidos            | Argentina            |
| ------------------ | ------------------------- | -------------------- |

Nota: Brasil ya se encontraba clasificada por haber sido el país organizador de la Copa Mundial de Fútbol Playa FIFA 2005.